# Меядін (мінтака)
Меядін (араб. منطقة الميادين‎‎) — район (мінтака) у Сирії, входить до складу провінції Дайр-ез-Заур. Адміністративний центр — м. Меядін.
Адміністративно поділяється на 3 нохії:
- Меядін-Центр
- Зібан
- Аль-Ашара

| Сирія | Це незавершена стаття з географії Сирії. Ви можете допомогти проєкту, виправивши або дописавши її. |